# Руси Търмъков
Руси Търмъков е български композитор.

## Биография
Роден е на 5 декември 1949 г. в Малко Търново. Завършва Държавната музикална академия „Панчо Владигеров“ в София. Специализира в Нидерландия и в Париж. След 2001 г. живее и работи в Торонто, Канада.
Произведенията му са изпълнявани на различни световни музикални форуми. Народна музика за 7 инструмента получила първа награда в конкурса на името на кралица Мария Жозе през 1983 г.
Умира през 2011 г. в Торонто, Канада.